# Ifeanyi Onyeabor
Ifeanyi Onyeabo Ifeanyi Onyeabo (1971-2019), fue un cineasta nigeriano. Se hizo conocido por las películas My Mother's Heart, 5 Apostles, Darkest Knight y One Good Turn.

## Carrera
Junto con su socio Steve James, estableció la compañía de producción, SIC Entertainment Production Nigeria Limited. Fue galardonado en el Premio de la Academia de Cine Africano (AMAA) por la película New Jerusalem.
En julio de 2014, fue puesto en prisión preventiva en las Prisiones Máximas de Kirikiri por el Tribunal Superior de Lagos en Ikeja por un presunto fraude. Según las fuentes, había recaudado una suma total de N8,8 millones de Steve James en diciembre de 2008, con el propósito de producir dos películas; Young Amazonas y Tribes.

## Fallecimiento
Onyeabor murió mientras filmaba en Jos, Plateau State en 2019.

## Filmografía
| Año  | Título              |
| ---- | ------------------- |
| 1999 | Visitor             |
| 2000 | Time                |
| 2001 | On Holiday          |
| 2002 | Kukan kurcia        |
| 2003 | The Silent Book 2   |
| 2003 | The Silent Book     |
| 2004 | Scout               |
| 2004 | Pretty Woman        |
| 2005 | One Good Turn 3     |
| 2005 | One Good Turn 2     |
| 2005 | One Good Turn 3     |
| 2005 | Never End 2         |
| 2005 | Never End 2         |
| 2005 | My Mother's Heart 2 |
| 2005 | My Mother's Heart 2 |
| 2005 | Holy Diamond 3      |
| 2005 | Holy Diamond 2      |
| 2005 | Holy Diamond        |
| 2005 | Darkest Night 2     |
| 2005 | Darkest Night 2     |
| 2005 | Baby Guards 2       |
| 2005 | Baby Guards         |
| 2006 | Best of the Game 3  |
| 2006 | Best of the Game 2  |
| 2006 | Best of the Game    |
| 2006 | Aguba Igogoro       |
| 2008 | Lumba Boys 2        |
| 2008 | Lumba Boys          |
| 2009 | Peace Mission       |
| 2009 | Apostles 3          |
| 2009 | Apostles 2          |
| 2009 | Apostles            |